# Лечение никотиновой зависимости

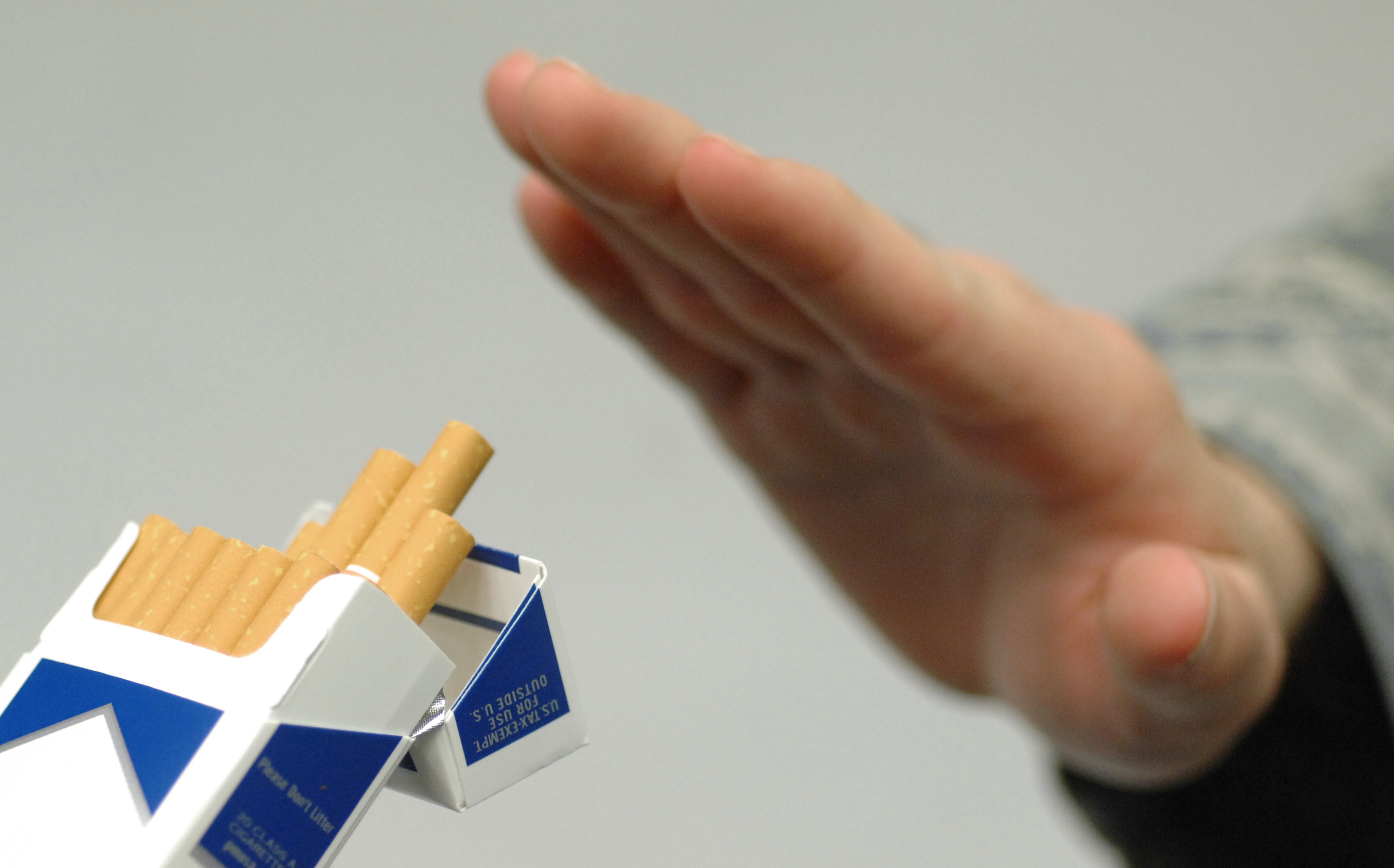

Никотиновая зависимость, зависимость от употребления табака — физиологическое расстройство поведения, связанное с употреблением психоактивных веществ.
Отказ от курения, как и от других форм потребления табака, может быть сложен в силу зависимости, вызываемой никотином.

## Статистические данные о табачной зависимости
70 % курильщиков хотели бы бросить курить, и 50 % сообщают о попытках бросить в течение последнего года.
Табак является причиной смерти около 50 % употребляющих его людей. По данным ВОЗ, по состоянию на 2014 год табак ежегодно вызывает около 6 млн смертей, из которых более 600 тыс. некурящих людей, подвергающихся воздействию вторичного табачного дыма, остальные более 5 млн. — сами курильщики. В мире насчитывается около 1 млрд курильщиков. Около 80 % из них живут в странах с низким и средним уровнем дохода

## Рамочная конвенция Всемирной организации здравоохранения по борьбе против табака
В преамбуле Рамочной конвенции ВОЗ по борьбе против табака сказано, что «…сигареты и некоторые другие изделия, содержащие табак, являются высокотехнологичными изделиями, разработанными таким образом, чтобы создавать и поддерживать зависимость, и что многие содержащиеся в них компоненты и выделяемый ими дым являются фармакологически активными, токсичными, мутагенными и канцерогенными…».

## Влияние отказа от курения на здоровье
Американским обществом по изучению рака отмечаются следующие эффекты отказа от курения:
- Через 20 минут — спад артериального давления и частоты пульса, завышенных из-за последней выкуренной сигареты;
- В течение 12 часов уровень угарного газа в крови снижается до нормы;
- Через 0,5—3 месяца улучшается кровообращение и возрастают функциональные показатели дыхательной системы;
- Через 1—9 месяцев уменьшается кашель и затруднения дыхания, восстанавливается функция мерцательного эпителия (ресничек) и снижается уязвимость для бронхолёгочных инфекций;
- Через 1 год после отказа от курения риск ишемической болезни сердца сокращается в 2 раза;
- Уже через 2 года отказа вероятность инсульта может снизиться до обычного уровня — такого же, как у никогда не куривших;
- Через 5 лет вдвое снижаются риски развития рака ротовой полости, горла, пищевода и мочевого пузыря. У бросивших курить женщин — угроза рака шейки матки снижается до уровня никогда не куривших;
- После 10 лет вдвое (по сравнению с продолжающими курить) снижается риск смерти от рака легких, а также падает вероятность рака гортани и поджелудочной железы;
- Через 15 лет риск ишемической болезни сердца возвращается к тому же уровню, как у никогда не куривших.

В числе других эффектов отмечается уменьшение риска диабета, повышение толерантности к нагрузкам, улучшение самочувствия, повышение потенции у мужчин, улучшение репродуктивной функции у женщин. Оздоровительный эффект при отказе от курения в молодости выше, но в любом возрасте отказ позволяет сохранить годы жизни, которые были бы потеряны при продолжении курения.

## Способы отказа от курения

### Отказ от курения без посторонней помощи
Наиболее часто встречающийся метод самостоятельного отказа от курения: «cold turkey» (англ. сленг. — «завязать, порвать с пагубным влечением») — резкий, окончательный отказ.
При этом, по данным Американского онкологического общества, «лишь от 4 до 7 % людей способны бросить курить с одной попытки без лекарств или иной помощи».

### Медикаментозные методы отказа от курения
По заключению профессоров Клиники Майо Мухамада Эльрашиди (Muhamad Elrashidi) и Джона Эбберта (Jon Ebbert), двумя самыми эффективными средствами медикаментозного лечения табачной зависимости (на 2014 год) являются агонисты никотиновых рецепторов и комбинированная (например, пластырь + жевательная резинка) никотинзаместительная терапия.
| Тип лекарства                   | Действующее вещество | Торговое наименование                                              |
| ------------------------------- | -------------------- | ------------------------------------------------------------------ |
| Никотинзаместительная терапия   | никотин              | «Никоретте», Thrive,Commit, Nicotrol, Nicoderm, Habitrol, Niquitin |
| Агонисты никотиновых рецепторов | варениклин           | «Чампикс», Chantix                                                 |
| Агонисты никотиновых рецепторов | цитизин              | «Табекс», Desmoxan                                                 |
| Атипичные антидепрессанты       | бупропион            | «Велбутрин», «Зибан»                                               |
| Трициклические антидепрессанты  | нортриптилин         | Aventyl, Pamelor                                                   |
| Антигипертензивные препараты    | клонидин             | Catapres, Dixarit                                                  |

По данным обзора Кокрейн, посвященного вопросу, помогают ли антидепрессанты курильщикам, пытающимся бросить курить, использование бупропиона повышает вероятность успешной попытки бросить курение. Доказательства этого — высокого качества, было проведено 44 испытания с 13 тысячами участников. Правда, срок наблюдения ограничивался шестью месяцами. Использование нортриптилина также увеличивает число бросивших курить, но здесь доказательства лишь среднего качества, так как было проведено всего шесть исследований.

#### Никотинзаместительная терапия

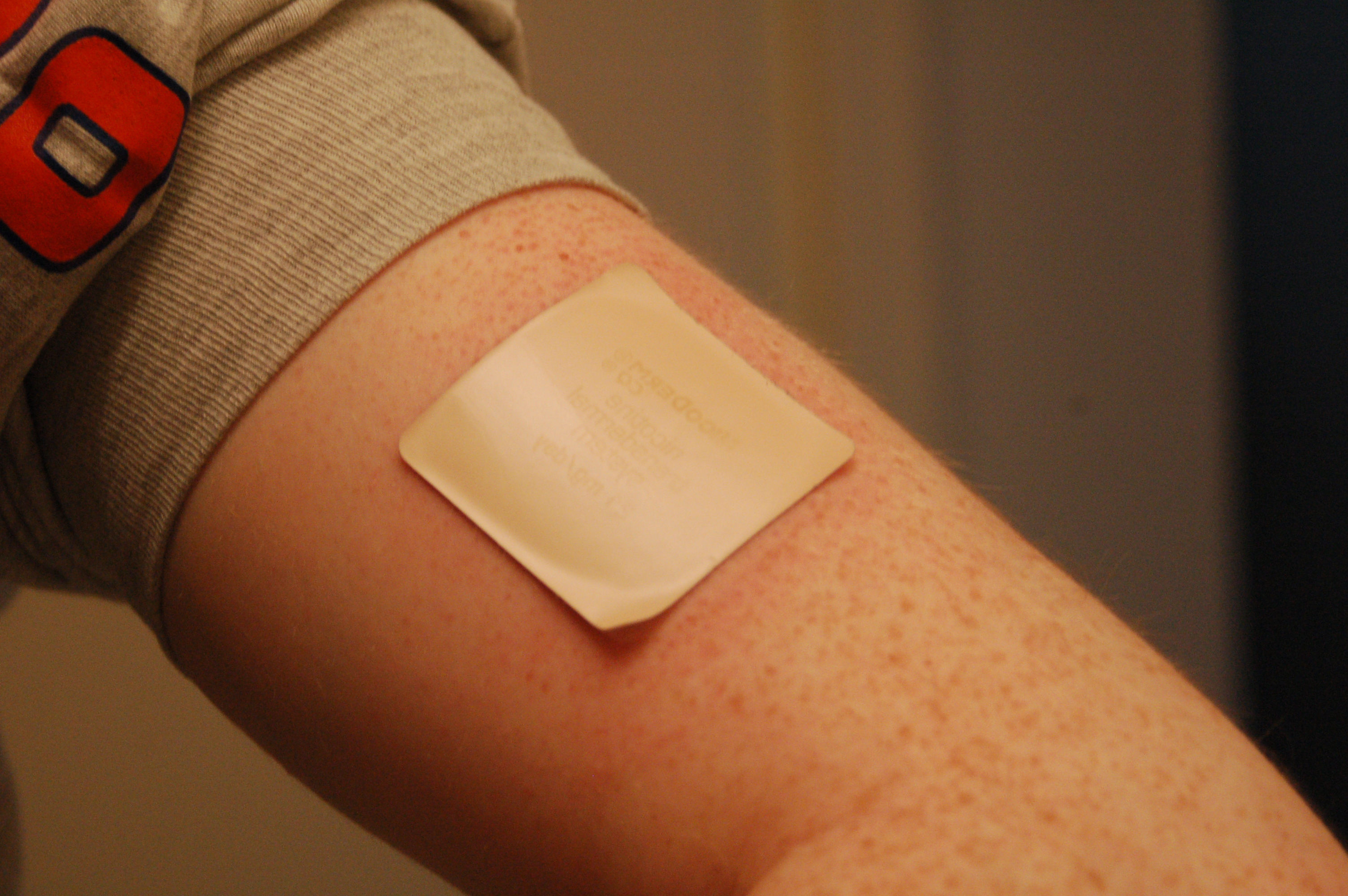
Никотиновый пластырь

К препаратам никотинзаместительной терапии относятся, в частности, «Никоретте», «Никвитин». Обычно применяются пластыри, содержащие 21 мг (действует в течение суток) или 15 мг никотина (действует во время периода бодрствования — 16 часов), жевательную резинку (2 и 4 мг никотина, около 20 штук в сутки) или рассасывающиеся таблетки, ингаляторы. Иногда используется комбинация разных форм замещения никотина, а также комбинация с другими препаратами.

#### Бупропион
Бупропион (торговые названия «Велбутрин», «Зибан») — атипичный антидепрессант, применяемый также для лечения никотиновой зависимости. Известным побочным явлением приёма препарата является депрессия и суицидальные мысли. В 2014 году в канадской прессе появились сообщения о том, что применение бупропиона намного опаснее, чем полагали раньше, именно из-за суицидальных мыслей.

#### Частичныеагонистыникотиновых рецепторов
- Варениклин (Чампикс), выведенный на рынок в 2008 году, являющийся частичным агонистом никотиновых рецепторов, подает большие надежды, но его применение у ряда пациентов чревато побочными эффектами, в том числе со стороны нервной системы[11].
- Цитизин («Табекс»), алкалоид, выделенный из ракитника русского. Препарат «Табекс» активно применялся для отказа от курения в странах Центральной и Восточной Европы, начиная с 60-х годов[17]. Однако в западных странах он был практически не замечен, во многом из-за того что результаты исследований не публиковались на английском языке[18]. Современные исследователи отмечают как достоинство сравнительно низкую себестоимость производства лекарств на основе цитизина, который в отличие от своего производного варениклина, не является искусственно синтезируемым и добывается напрямую из растительного сырья[17][19]. В отличие от препаратов производимых на Западе и прошедших дорогостоящие клинические испытания, «Табекс» длительное время оставался препаратом с благоприятной клинической историей, однако фактически незамеченный на международном уровне, так как доказательства его эффективности собранные в 60—70-х годах в странах Варшавского блока, в недостаточной степени соответствовали западным стандартам клинических испытаний[20]. На 2008 год нашлось одно испытание, которое сравнило влияние цитизина и плацебо и обнаружило достоверно более высокие уровни прекращения курения по прошествии двух лет[17][20].

### Немедикаментозные способы отказа от курения
Совет врача бросить курить является полезным вмешательством в современной медицине, даже при небольшом проценте курящих, следующих этому совету. Разъяснение последствий курения, помощь и ободрение, поддержка мотивации — все эти факторы увеличивают вероятность отказа от курения.
Так же существуют различные курсы и программы, как однодневные, так и многодневные, которые направлены в основном на преодоление психологической зависимости от курения.
Схожий способ преодоления зависимости от курения — это работа с психологом, специалистом в области химической зависимости.